# Rubén Baraja
Rubén Baraja, född 11 juli 1975 i Valladolid, är en spansk före detta fotbollsspelare (mittfältare) som spelade i Valencia CF 2000-2010. Baraja spelade mellan 2000 och 2006 43 matcher för det spanska landslaget och deltog i VM 2002 och EM 2004.[källa behövs] Han avslutade sin karriär som fotbollsspelare 2011 men har därefter fortsatt som idrottstränare, vikarierande tränare och huvudtränare för olika fotbollsklubbar.